# GommeHD
GommeHD (auch Gomme; bürgerlich: Michael Renk, * 20. März 1997) ist ein deutscher Webvideoproduzent, der insbesondere Let’s Plays auf dem Videoportal YouTube veröffentlicht. Bekanntheit erlangte er vor allem durch die Gründung des gleichnamigen Minecraft-Mehrspielernetzwerkes GommeHD.net.

## YouTube-Kanal
Zunächst betrieb Gomme mit der Unterstützung seines Bruders unter dem Namen MichiGaming einen Kanal, der neben Minecraft-Videos auch vereinzelte Vlogs beinhaltete. Damals zeigte er noch sein Gesicht, welches heute ein Geheimnis der Zeit ist. Diese Videos entfernte er noch vor dem Erfolg auf seinem heutigen Hauptkanal, fortan mit der Motivation, die eigene Privatsphäre zu bewahren.
Mit der Gründung des Kanals GommeHD am 19. Juli 2012 fokussierte sich Gomme auf Minecraft-Let’s Plays. Die Variante des Let’s Troll erlangte dabei eine besondere Beliebtheit, hierbei reizte Gomme die Möglichkeiten eines eigenen Minecraftservers aus, um so das Spielerlebnis seiner Zuschauer bestmöglich auf humorvolle Art zu kompromittieren.
Mit zunehmender Bekanntheit produzierte er häufiger mit weiteren großen deutschsprachigen Let’s Playern wie Simon Unge, Rewinside, GermanLetsPlay und ConCrafter Videos und nahm an Minecraft-Großprojekten teil. Hierzu zählen das Minecraft Megaprojekt, Minecraft Varo 1–4, Minecraft HERO, Minecraft Sky, Craft Attack 4-12, Minecraft Aura, Minecraft Marc und Minecraft Leben.
Ein weiteres Format auf seinem Kanal ist Gomme sagt, das eine Umwandlung des Spiels Simon says für Minecraft ist. Darüber hinaus stellt er Minecraft-Modifikationen, -Minispiele und -Adventuremaps vor.
Neben Minecraft produzierte er zudem auch Videos zu Grand Theft Auto 5 Online, seit Anfang 2018 auch Fortnite und ehemals Cube World.
Im Jahr 2022 befand sich Gommemode unter den Kandidaten für das Jugendwort des Jahres. Es wird häufig als Kofferwort aus dem Namen des Webvideoproduzenten und Godmode erklärt. Ingame hingegen weist auf die Ähnlichkeit zum Minecraft-Textbefehl gamemode hin, mit dem man sich unter anderem in den Kreativmodus mit Unverwundbarkeit und Zugriff auf alle Objekte im Spiel versetzen kann. Das Wort kam Mitte der 2010er-Jahre im Rahmen der Let’s Trolls auf. Im Gommemode zu sein bedeutet also, sich in einem gottähnlichen oder unbesiegbaren Modus zu befinden.